# 坎帕尼亚区朱利亚诺
坎帕尼亚区朱利亚诺（義大利語：Giugliano in Campania）是位於義大利南部坎帕尼亞大區那不勒斯廣域市的一個市镇。面积为94.62平方公里，人口数量为124,139人（2017年）。